# Province cartusienne
Ne doit pas être confondu avec Province.
Une province de l'ordre des Chartreux correspond à un groupe de maisons et non à un espace géographique. Les chartreuses d’une même province forment une constellation de chartreuses assez proches les unes des autres, le but étant de faciliter le travail du visiteur et la création d’un réseau de communications. Ni les frontières temporelles ni les limites ecclésiastiques n’ont d’importance pour l’élaboration d’une province qui porte généralement le nom du pays où les maisons se trouvent principalement situées
La province est incarnée par l’action du visiteur qui assure, au titre de représentant du chapitre général, la liaison entre les chartreuses mais aussi avec l’autorité capitulaire. Deux prieurs sont choisis dans chaque province pour exercer les fonctions de visiteur et convisiteur.

## Histoire
Vers 1150, l'ordre est divisé en deux provinces : la première, comprenant les maisons au delà du Rhône, ou province de Bourgogne; la seconde, formée des maisons en deçà du Rhône ou province de Genève, recevant la Grande Chartreuse.
La nécessité d’une partition administrative de l’ordre se fait sentir dès le début du XIVe siècle, raison pour laquelle l’Europe cartusienne se trouve divisée en provinces. La visite est alors attribuée à autant d’officiers que de provinces, qui est redéfinie par chaque nouvelle fondation. 
Les chartreuses ne commencent à être divisées en provinces qu'au chapitre général de 1301. Les 52 chartreuses existantes sont tout d’abord distribuées dans les provinces de France, de Provence, de Bourgogne, de Lombardie et de Genève.
Dans la carte de 1332, on voit ensuite apparaître la province de Picardie. 
Les chartreuses balkaniques datant du XIIe siècle relèvent de la province de Lombardie, tout comme les premières chartreuses allemandes fondées à partir de 1320. Or, l’expansion dans le Saint-Empire romain germanique progresse si rapidement qu’en 1335 le chapitre général fonde une province d’Allemagne. Dans la carte de 1335, la province de Catalogne est aussi constituée.  
En 1355 le chapitre général la partage de nouveau en deux provinces, l’Allemagne supérieure ou Haute-Allemagne et l’Allemagne inférieure ou Basse-Allemagne. 
Vers 1367, on voit apparaître la province d'Angleterre et dans la carte de 1367, la  province d'Aquitaine. 
Dans la carte de 1370, la province de Lombardie est divisée en deux, dont l'une est appelée province de Lombardie rapprochée, Lombardia propinquior et l'autre reçut le nom de province de Lombardie éloignée, Lombardia remotior. 
En 1400, la province d’Allemagne inférieure est de nouveau  modifiée, elle se trouve amputée de toute sa partie ouest qui devient la province du Rhin.
Au cours du Grand Schisme d'Occident, la chrétienté latine est divisée en deux obédiences, l'une au pape de Rome et l'autre au pape d'Avignon. Ce schisme provoque également un schisme au sein de l'ordre des Chartreux en 1380 qui dure jusqu'en 1410. Urbain VI déménage le siège du chapitre général à Žiče, qui le reste pendant près de deux décennies (1391-1410). La province du Rhin, reste sous l'autorité de la Grande Chartreuse.
Les chartreux allemands et italiens sont avec le pape de Rome, et ceux de France et d'Espagne suivent le pape d'Avignon. Les monastères chartreux des comtés de Hollande et Zélande, et du Duché de Gueldre obéissent  également au pape de Rome et sont dirigés par le chapitre de Žiče.
En 1412, un an après la réunification de l’ordre, c’est la partie saxonne qui se sépare de la province d’Allemagne inférieure pour constituer une unité autonome : la province de Saxe.
Avant 1430, est créée la province de Toscane.
Le découpage de l’Europe cartusienne en provinces se poursuit. Vers 1442, la province de Catalogne est divisée en deux, dont l'une garde le même nom et l'autre est appelée province de Castille.
La province de Picardie du Nord ou extérieure, en latin : Provincia Picardiae remotioris, est fondée en 1440, Après 1474, elle est appelée province de Teutonie, latin : Provincia Teutoniae.
Au début du XVIe siècle, les chartreux se voient obligés d'établir la taxe du chapitre. Chaque province paye une certaine somme pour aider à la tenue du chapitre général.
Au commencement du XVIIe siècle, la province de Genève prend le nom de province de Chartreuse.
Vers 1628, la province de Lombardie éloignée est appelée d'abord province des Saints Étienne et Bruno, puis simplement province de Saint-Bruno.
Enfin, en 1688 ou 1701, selon les sources la province de France est également divisée en deux, dont l'une reçoit le nom de France-sur-Seine et l'autre est appelée province de France-sur-Loire,.

## Listes des provinces
Par ordre de fondation
- Bourgogne, latin : Provincia Burgundiæ (1150).
- Genève, latin : Provincia Gebenneis sive Cartusia (1150), appelée province de Chartreuse au  XVIIe siècle.
- France latin : Provincia Franciæ (1301).
- Provence, latin : Provincia Provinciæ (1301).
- Lombardie, latin : Provincia Lombardiæ (1301)
- Picardie latin : Provincia Picardiæ (1322).
- Allemagne latin : Provincia Alemaniæ (1335).
- Catalogne, latin : Provincia Cathaloniæ (1335)
- Aquitaine, latin : Provincia Aquitaniae (1346)
- Allemagne inférieure, latin : Provincia Alemaniae Inferioris (1355).
- Allemagne supérieure, latin : Provincia Alemaniae Superioris (1355).
- Angleterre, latin : Provincia Angliæ (1367)
- Lombardie rapprochée, Lombardiæ-propinquior, (1370)
- Lombardie éloignée, Lombardia-remotior (1370)
- Rhin, latin : Provincia Rhenus (1400).
- Saxe latin : Provincia Saxoniæ  (1412).
- Picardie éloigné ou extérieure, en latin : Provincia Picardiae remotioris, ou encore Picardie du Nord (1440).

Après 1474, elle est appelée Teutonie, latin : Provincia Teutoniae.
- Toscane, latin : Provincia Tusciæ (1430)
- Castille latin : Provincia Castella(1442)
- Saint-Bruno, ou Lombardie extérieure, en latin : Lombardiæ-remotioris, Italie citérieure  (1628).
- France-sur-Loire, latin : Francia ad Ligerim (1688 ou 1701).
- France-sur-Seine, latin : Francia ad Sequenam(1688 ou1701).